# Premis Primetime Emmy de 2013
L'edició número 65 Primetime Emmy Awards va ser presentada per Neil Patrick Harris. La cerimònia va tenir lloc el 22 de setembre, i va ser emesa pel canal CBS.
El 18 de juliol del 2013 es van donar a conèixer tots els nominats.

## Guanyadors i nominats

### Millor sèrie dramàtica
| Sèrie           | Canal    | Resultat  |
| --------------- | -------- | --------- |
| Breaking Bad    | AMC      | Guanyador |
| Downton Abbey   | PBS      | Nominada  |
| Game of Thrones | HBO      | Nominada  |
| Homeland        | Showtime | Nominada  |
| House of Cards  | Netflix  | Nominada  |
| Mad Men         | AMC      | Nominada  |

### Millor Actor de Sèrie Dramàtica
| Actor           | Sèrie          | Resultat  |
| --------------- | -------------- | --------- |
| Jeff Daniels    | The Newsroom   | Guanyador |
| Hugh Bonneville | Downton Abbey  | Nominat   |
| Bryan Cranston  | Breaking Bad   | Nominat   |
| Jon Hamm        | Mad Men        | Nominat   |
| Damien Lewis    | Homeland       | Nominat   |
| Kevin Spacey    | House of Cards | Nominat   |

### Millor Actriu de Sèrie Dramàtica
| Actriu           | Sèrie          | Resultat  |
| ---------------- | -------------- | --------- |
| Claire Danes     | Homeland       | Guanyador |
| Connie Britton   | Nashville      | Nominada  |
| Vera Farmiga     | Bates Motel    | Nominada  |
| Elisabeth Moss   | Mad Men        | Nominada  |
| Kerry Washington | Scandal        | Nominada  |
| Robin Wright     | House of Cards | Nominada  |

### Millor Actor de Repartiment en Sèrie Dramàtica
| Actor           | Sèrie            | Resultat  |
| --------------- | ---------------- | --------- |
| Bobby Cannavale | Boardwalk Empire | Guanyador |
| Jonathan Banks  | Breaking Bad     | Nominat   |
| Aaron Paul      | Breaking Bad     | Nominat   |
| Jim Carter      | Downton Abbey    | Nominat   |
| Peter Dinklage  | Game of Thrones  | Nominat   |
| Mandy Patinkin  | Homeland         | Nominat   |

### Millor Actriu de Repartiment en Sèrie Dramàtica
| Actriu              | Sèrie           | Resultat  |
| ------------------- | --------------- | --------- |
| Anna Gunn           | Breaking Bad    | Guanyador |
| Maggie Smith        | Downton Abbey   | Nominada  |
| Emilia Clarke       | Game of Thrones | Nominada  |
| Christine Baranski  | The Good Wife   | Nominada  |
| Morena Baccarin     | Homeland        | Nominada  |
| Christina Hendricks | Mad Men         | Nominada  |

### Millor Actor Convidat en Sèrie Dramàtica
| Actor          | Sèrie         | Resultat  |
| -------------- | ------------- | --------- |
| Dan Bucatinsky | Scandal       | Guanyador |
| Nathan Lane    | The Good Wife | Nominat   |
| Michael J. Fox | The Good Wife | Nominat   |
| Rupert Friend  | Homeland      | Nominat   |
| Robert Morse   | Mad Men       | Nominat   |
| Harry Hamlin   | Mad Men       | Nominat   |

### Millor Actriu Convidada en Sèrie Dramàtica
| Actriu           | Sèrie           | Resultat  |
| ---------------- | --------------- | --------- |
| Carrie Preston   | The Good Wife   | Guanyador |
| Margo Martindale | The Americans   | Nominada  |
| Diana Rigg       | Game of Thrones | Nominada  |
| Linda Cardellini | Mad Men         | Nominada  |
| Jane Fonda       | The Newsroom    | Nominada  |
| Joan Cusack      | Shameless       | Nominada  |

### Millor sèrie de Comèdia
| Sèrie               | Canal | Resultat  |
| ------------------- | ----- | --------- |
| Modern Family       | ABC   | Guanyador |
| 30 Rock             | NBC   | Nominada  |
| The Big Bang Theory | CBS   | Nominada  |
| Girls               | HBO   | Nominada  |
| Louie               | FX    | Nominada  |
| Veep                | HBO   | Nominada  |

### Millor Actor de Sèrie de Comèdia
| Actor         | Sèrie                | Resultat  |
| ------------- | -------------------- | --------- |
| Jim Parsons   | The Big Bang Theory  | Guanyador |
| Alec Baldwin  | 30 Rock              | Nominat   |
| Jason Bateman | Arrested Development | Nominat   |
| Louis C.K.    | Louie                | Nominat   |
| Don Cheadle   | House of Lies        | Nominat   |
| Matt LeBlanc  | Episodes             | Nominat   |

### Millor Actriu de Sèrie de Comèdia
| Actriu              | Sèrie                | Resultat  |
| ------------------- | -------------------- | --------- |
| Julia Louis-Dreyfus | Veep                 | Guanyador |
| Laura Dern          | Enlightened          | Nominada  |
| Lena Dunham         | Girls                | Nominada  |
| Edie Falco          | Nurse Jackie         | Nominada  |
| Tina Fey            | 30 Rock              | Nominada  |
| Amy Poehler         | Parks and Recreation | Nominada  |

### Millor Actor de Repartiment en Sèrie de Comèdia
| Actor                | Sèrie               | Resultat  |
| -------------------- | ------------------- | --------- |
| Tony Hale            | Veep                | Guanyador |
| Ty Burrell           | Modern Family       | Nominat   |
| Adam Driver          | Girls               | Nominat   |
| Jesse Tyler Ferguson | Modern Family       | Nominat   |
| Bill Hader           | Saturday Night Live | Nominat   |
| Ed O'Neill           | Modern Family       | Nominat   |

### Millor Actriu de Repartiment en Sèrie de Comèdia
| Actriu         | Sèrie               | Resultat  |
| -------------- | ------------------- | --------- |
| Merritt Wever  | Nurse Jackie        | Guanyador |
| Mayim Bialik   | The Big Bang Theory | Nominada  |
| Julie Bowen    | Modern Family       | Nominada  |
| Anna Chlumsky  | Veep                | Nominada  |
| Jane Krakowski | 30 Rock             | Nominada  |
| Jane Lynch     | Glee                | Nominada  |

### Millor Actor Convidat en Sèrie de Comèdia
| Actor             | Sèrie               | Resultat  |
| ----------------- | ------------------- | --------- |
| Bob Newhart       | The Big Bang Theory | Guanyador |
| Bobby Cannavale   | Nurse Jackie        | Nominat   |
| Louis C.K.        | Saturday Night Live | Nominat   |
| Will Forte        | 30 Rock             | Nominat   |
| Nathan Lane       | Modern Family       | Nominat   |
| Justin Timberlake | Saturday Night Live | Nominat   |

### Millor Actriu Convidada en Sèrie de Comèdia
| Actriu           | Sèrie               | Resultat  |
| ---------------- | ------------------- | --------- |
| Melissa Leo      | Louie               | Guanyador |
| Dot-Marie Jones  | Glee                | Nominada  |
| Melissa McCarthy | Saturday Night Live | Nominada  |
| Molly Shannon    | Enlightened         | Nominada  |
| Elaine Stritch   | 30 Rock             | Nominada  |
| Kristen Wiig     | Saturday Night Live | Nominada  |

### Millor Minisèrie o Pel·lícula
| Minisèrie o Pel·lícula        | Canal            | Resultat  |
| ----------------------------- | ---------------- | --------- |
| Behind the Candelabra         | HBO              | Guanyador |
| American Horror Story: Asylum | FX               | Nominada  |
| The Bible                     | History          | Nominada  |
| Phil Spector                  | HBO              | Nominada  |
| Political Animals             | USA Network      | Nominada  |
| Top of the Lake               | Sundance Channel | Nominada  |

### Millor Actor en Minisèrie o Pel·lícula
| Actor                | Minisèrie o Pel·lícula | Resultat  |
| -------------------- | ---------------------- | --------- |
| Michael Douglas      | Behind the Candelabra  | Guanyador |
| Benedict Cumberbatch | Parade's End           | Nominat   |
| Matt Damon           | Behind the Candelabra  | Nominat   |
| Toby Jones           | The Girl               | Nominat   |
| Al Pacino            | Phil Spector           | Nominat   |

### Millor Actriu en Minisèrie o Pel·lícula
| Actriu           | Minisèrie o Pel·lícula        | Resultat  |
| ---------------- | ----------------------------- | --------- |
| Laura Linney     | The Big C: Hereafter          | Guanyador |
| Jessica Lange    | American Horror Story: Asylum | Nominada  |
| Elisabeth Moss   | Top of the Lake               | Nominada  |
| Helen Mirren     | Phil Spector                  | Nominada  |
| Sigourney Weaver | Political Animals             | Nominada  |

### Millor Actor de Repartiment en Minisèrie o Pel·lícula
| Actriu               | Minisèrie o Pel·lícula        | Resultat  |
| -------------------- | ----------------------------- | --------- |
| James Cromwell       | American Horror Story: Asylum | Guanyador |
| Scott Bakula         | Behind the Candelabra         | Nominat   |
| John Benjamin Hickey | The Big C: Hereafter          | Nominat   |
| Peter Mullan         | Top of the Lake               | Nominat   |
| Zachary Quinto       | American Horror Story: Asylum | Nominat   |

### Millor Actriu de Repartiment en Minisèrie o Pel·lícula
| Sèrie              | Minisèrie o Pel·lícula        | Resultat  |
| ------------------ | ----------------------------- | --------- |
| Ellen Burstyn      | Political Animals             | Guanyador |
| Sarah Paulson      | American Horror Story: Asylum | Nominada  |
| Charlotte Rampling | Restless                      | Nominada  |
| Imelda Staunton    | The Girl                      | Nominada  |
| Alfre Woodard      | Steel Magnolias               | Nominada  |